# Valle inquietante

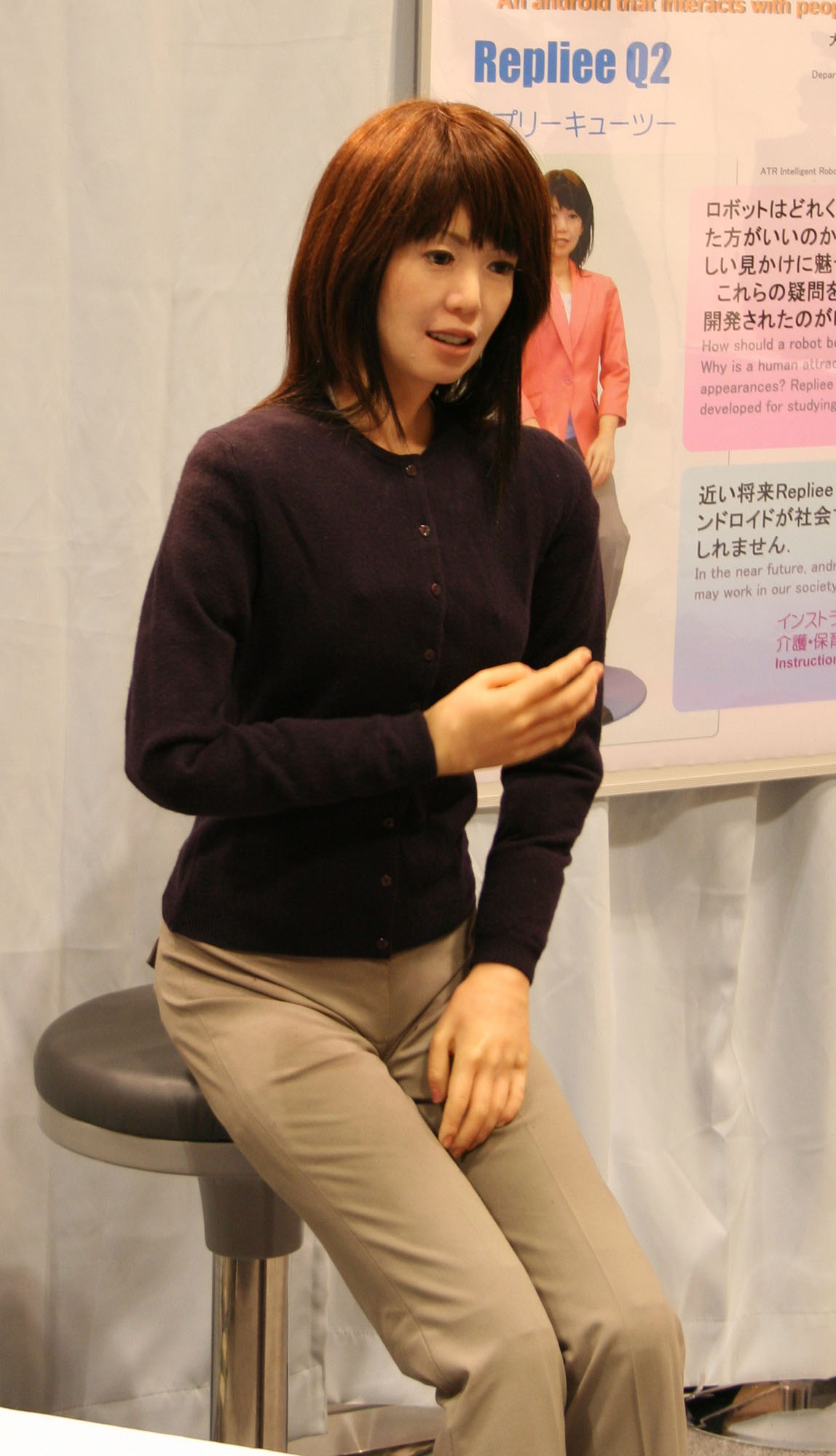
Repliee Q2, un androide japonés con rasgos faciales humanos

En la estética, el valle inquietante —del inglés uncanny valley— es una hipótesis en los campos de la informática, la robótica y la animación por computadora en 3D que afirma que cuando las réplicas antropomórficas se acercan en exceso a la apariencia y comportamiento de un ser humano real, causan una respuesta de rechazo entre los observadores humanos. El «valle» en cuestión es una inclinación en un gráfico propuesto, que mide la positividad de la reacción de las personas según el parecido humano del robot.
El término fue acuñado por el profesor experto en robótica Masahiro Mori como Bukimi no Tani Genshō (不気味の谷現象) en 1970. La hipótesis se ha vinculado con el concepto de Ernst Jentsch de la identidad inquietante en un ensayo de 1906, titulado «En la psicología de lo inquietante» (“On the Psychology of the Uncanny”). El efecto inquietante del concepto de Jentsch fue introducido, en el campo psicoanalítico, por Sigmund Freud en un ensayo de 1919 titulado «Das Unheimliche», traducido a veces como "Lo ominoso" o "Lo siniestro", aunque también tiene como traducción "Lo misterioso".

## Hipótesis
La hipótesis original de Mori declara que cuando la apariencia de un robot es más humana, la respuesta emocional de un observador humano al robot se irá haciendo cada vez más positiva y empática, hasta cruzar un punto a partir del cual la respuesta se vuelve una fuerte repugnancia. Sin embargo, cuando la apariencia del robot continúa convirtiéndose menos distinguible de la de un ser humano, la respuesta emocional se vuelve positiva una vez más y se va aproximando a niveles de empatía como los que se dan entre humanos.
Este bache o valle de respuesta repulsiva entre un robot con apariencia y comportamientos "casi humanos" y una entidad "totalmente humana" es lo que llamamos valle inquietante. El nombre surge de la idea de que un robot que es "casi humano", como lo es un androide, es visto de forma general por un ser humano como "extraño" y por esto resulta imposible alcanzar el requisito de una respuesta empática para la necesidad de una interacción humano-robot productiva.
El valle inquietante no solo se refiere a su concepto central, que es la sensación de extrañeza o incomodidad que experimentamos ante robots o figuras casi humanas, sino que también abarca el rechazo instintivo que cualquier animal inteligente siente hacia cosas que no tienen una apariencia común o que no coinciden con lo que el sujeto percibe como normal. Este es un instinto de supervivencia que nos mantiene alertas a cualquier peligro, y genera en el sujeto una mezcla de extrañeza, incomodidad y curiosidad.
Este comportamiento de rechazo se puede ver frecuentemente en animales como perros o gatos.

## Base hipotética
Varias hipótesis fueron propuestas para explicar el mecanismo cognitivo fundamentando el fenómeno:

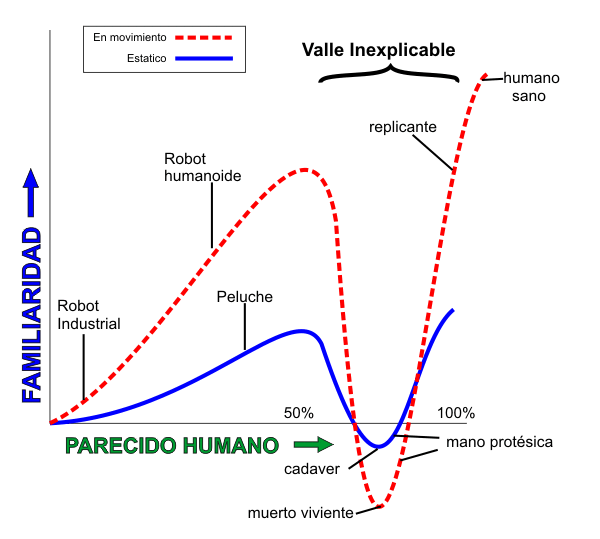
Podemos apreciar la respuesta emocional de un sujeto humano ante el antropoformismo de un robot, según los resultados de Mori. El Valle Inexplicable es la región de respuesta emocional negativa para un robot que parece "casi humano". El movimiento amplifica esta respuesta emocional.

Selección de parejaSe produce una evaluación automática de estímulos inquietantes al mirar un robot «inquietante», que provoca una aversión debida a la activación de un mecanismo cognitivo evolucionado. Ese mecanismo, inconsciente, se activa para impedir la elección de una pareja con baja fertilidad, pobre salud hormonal o un sistema inmune poco efectivo; que para evaluar se basa en rasgos visibles del rostro y el cuerpo, que son predecibles en las acciones.
Relevancia de mortalidadAl mirar un robot «inquietante» se produce un miedo innato a la muerte y entonces se activa un mecanismo de defensa basada en la cultura, para hacer frente a la inevitabilidad de la muerte. Los androides parcialmente desmontados juegan en los temores subconscientes de reducción, reemplazo y aniquilación que llevamos al ámbito humano: 
1. Un mecanismo con un aspecto humano y un interior mecánico, actúa en nuestro miedo subconsciente afirmando que todos nosotros somos, también, sistemas mecánicos sin alma.
2. Los androides en variados estados de mutilación, decapitación o desmembramiento, producen una reminiscencia a un campo de batalla a posteriori de un conflicto y, por ello, el mirar esos estados de mutilación nos produce un recuerdo de nuestra mortalidad.
3. Dado que la mayoría de los androides son copias de gente real, son doppelgängers y a veces provocan miedo a ser reemplazados por ellos en el trabajo, en una relación, etcétera.
4. La torpeza de los movimientos de un androide podría ser molesta debido a que nos provoca miedo a sufrir pérdida de control corporal.

Evitación patógenaLos estímulos inquietantes quizás activan un mecanismo cognitivo que originalmente evoluciona para motivar el impedimento de fuentes potenciales de patógenos mediante la provocación de una respuesta desagradable. «Lo más humano que parezca humano, más fuerte es la aversión a sus defectos, debido que (1) los defectos indican enfermedad, (2) más organismo con apariencia humana están más estrechamente relacionados con los seres humanos genéticamente, y (3) la probabilidad de la contracción de una enfermedad de causa bacteriana, virus u otro parásito incrementa con similitud genética». Así que, las anomalías visuales de un androide y las características humanas animadas tienen el mismo efecto de aquellos cadáveres o personas visiblemente muertas: la activación de una alarma y repugnancia.
Paradoja soritesLos estímulos con tratos humanos y no humanos socavan nuestro sentido de identidad humana mediante la vinculación de categorías cualitativamente diferentes, humanos y no humanos, por medio de un grado métrico cuantitativo de parecido humano.
Violación de las normas humanasEl valle inquietante quizás «sea sintomático de entidades que provoquen un modelo de otro humano pero no lo miden». Si una entidad parece suficientemente no humano, sus características humanas sería notables, generando empatía. Sin embargo, si la entidad parece casi humano, provocaría nuestro modelo de un otro humano y sus expectativas normativas detalladas. Las características no humanas serían notables, entregando al espectador humano una sensación de extrañeza. En otras palabras, un robot atascado dentro del valle inquietante ya no es juzgado por las normas de un robot que hace un trabajo aceptable en el que pretende ser humano, sino que en su lugar es juzgado por los estándares de un humano haciendo un terrible trabajo en un acto parecido a una persona humana. Esto se ha ligado a la incertidumbre de percepción y la teoría de la codificación predictiva.
Definición religiosa de identidad humanaLa existencia de entidades artificiales pero de parecido humano es visto por algunos como una amenaza al concepto de identidad humana, como fue construida en el Occidente y el Oriente Medio. Particularmente con las religiones abrahámicas (cristianismo, islamismo y judaísmo), que enfatizan la singularidad humana. Un ejemplo puede ser encontrado en el marco teórico del psiquiatra Irvin Yalom, quien explica que los humanos construyen defensas psicológicas para evitar la ansiedad existencial a la muerte. Uno de esas defensas es el «especialismo», la creencia irracional de que el envejecimiento y la muerte como premisas centrales de la vida se aplican a todos los demás excepto a uno mismo. La experiencia de un robot de una vida de un parecido muy humano puede ser tan rico y poderoso que enfrenta las nociones de los humanos de «especialismo» y defensas existenciales, provocando una ansiedad existencial.

## Posibles explicaciones
El fenómeno puede ser explicado por la percepción de que si una entidad es bastante diferente al humano, sus características humanas se verán más resaltadas, generando empatía. Por otro lado, si la entidad es casi humana, resaltarán sus diferencias no humanas, creando un sentimiento de «cosa extraña» desde el punto de vista del humano.
Otra explicación es que los individuos enfermos y los cadáveres muestran unas anomalías visuales parecidas a las de un replicante humanoide, por lo que causan la misma alarma y rechazo. El caso del robot es más preocupante ya que no existe una razón clara, en comparación con la reacción de rechazo al observar un cadáver. Las anomalías de comportamiento y desincronización motriz son también indicativos de enfermedad, y desórdenes mentales o neurológicos y de nuevo evocan sentimientos negativos acertados.
Algunos robotistas han criticado duramente esta teoría, argumentando que Mori no tiene ninguna base para desarrollar su gráfica, ya que ahora mismo solo son técnicamente posibles los robots parecidos (aunque de forma parcial) a los humanos. Sara Kiesler, una investigadora de interacción humano-robot en la Universidad Carnegie Mellon, cuestiona el estatus científico de El Valle Inexplicable, diciendo que «tenemos pruebas de que es cierto, y pruebas de que no lo es».
Desde un punto de vista evolutivo se podría explicar esta repulsión como la necesidad de mantener una limitación tajante frente a otros homínidos muy similares a nosotros, por ejemplo, neanderthales; con los cuales la reproducción fértil sería poco viable.[cita requerida]

## Efectos similares
Uno efecto similar al valle inquietante fue presentado por Charles Darwin en 1839:
"La expresión del rostro de esta serpiente era espantosa y feroz; la pupila consistía en una hendidura vertical en un iris moteado y cobrizo; las mandíbulas eran anchas en la base y la nariz terminaba en una proyección triangular. No creo haber visto antes algo tan horrible, excepto, tal vez, algunos murciélagos vampiros. Me imagino que estos aspectos repulsivos se originan en que la posición de sus diferentes características están colocadas de manera proporcional al rostro humano, creando una especie de sensación desagradable al verlo. — Charles Darwin, The Voyage of the Beagle.
De acuerdo a Jamais Cascio, escritor ético-futurista, otro efecto similar al valle inquietante podría ser la modificación humana a través de la modificación corporal. Con esta se pretende mejorar las habilidades del cuerpo humano más allá de lo que normalmente podría llegar a hacer. Por ejemplo: visión nocturna, fuerza muscular, etc. Sabemos que hay gente con diferentes capacidades, por lo que, mientras estas mejoras se mantengan dentro de una norma percibida como normal en el comportamiento humano, es poco probable que haya una reacción negativa. Pero una vez que suplen algunas variedades humanas normales, la repulsión se hace presente. Sin embargo, según esta teoría, una vez que estas tecnologías sobrepasan las normas humanas, estos individuos dejarían de ser juzgados como humanos y se les consideraría como posthumanos.

## En animaciones y efectos especiales
A lo largo del a historia, varias películas animadas que usan imágenes generadas por computadora para crear diferentes personajes han presentado síntomas de repulsión en las personas debido a su intento por hacer a los personajes lo más realistas posibles. Algunos de los ejemplos más famosos son los siguientes:
- De acuerdo al robótico Darío Floreano, el personaje del cortometraje animado de Pixar llamado Tin Toy provocó diferentes reacciones negativas en las personas que lo veían, lo cual hizo que la industria cinematográfica tomara el concepto de valle inquietante de forma seria.
- En 2001 se estrenó la película Final Fantasy: The Spirits Within basada en la saga de videojuegos del mismo nombre, la primera película creada completamente con animaciones fotorrealistas a computadora. Esta película provocó muchas reacciones negativas debido a sus personajes con diseño realista pero con representaciones humanas escasas tales como las expresiones.
- En 2004 fue el turno de The Polar Express, la cual fue criticada por diferentes medios como una película buena con animación extraña. Paul Clinton de CNN.com escribió: "Esos personajes humanos en la película son completamente...bueno, perturbadores. The Polar Express es desconcertante y un tanto horrible".
- En 2010 llegó a los cines Tron: Legacy, película que generó reacciones de disgusto con la versión joven de Jeff Bridges (Kevin Flynn y Clu), que fue generada por computadora. Vic Holtreman, de Screen Rant, escribió: "Al fin pudimos recrear por CGI a Jeff Bridges en su versión joven. ¿Finalmente hemos pasado el valle inquietante? Lamentablemente, no. El rostro de la versión joven de Kevin Flynn lucía genial mientras no hablara, pero tan pronto comenzara a hablar, esas sensaciones desagradables aparecían. Parecía como si su cara estuviese llena de botox".
- En 2019, los carteles promocionales y el primer tráiler de Sonic, la película, también basada en una saga de videojuegos, generó muchas críticas negativas debido al nuevo aspecto de Sonic el Erizo, con proporciones y gestos demasiados humanos como para la representación del mismo, que llegó a causar rechazo por parte de Yuji Naka (programador del primer videojuego de Sonic the Hedgehog en los años 90).

## Revisión de la teoría por el propio Mori
En agosto de 2005, Masahiro Mori realizó unos breves comentarios sobre su teoría para el taller "Humanoids 2005", celebrado en Tsukuba, Japón.
En ellos cuenta que el punto más alto de la curva después del valle no debería ser un humano sano, sino quizás el concepto idealizado de la imagen que tenemos de un ser humano sano. Y pone de ejemplo representaciones en piedra de Buda, que generan sentimientos de empatía y sosiego. Esto podría ser trasladado en occidente por ejemplo en las esculturas de mármol de la Grecia clásica, donde se pretende representar la perfección de las formas y la belleza del ser humano.
También se preocupa por el hecho de que observar las facciones de una persona fallecida nos trasmite un sentimiento de tranquilidad, cuando esta imagen nos debería situar justo dentro del Valle Inquietante.